# لوف فالي (كارولاينا الشمالية)
لوف فالي (بالإنجليزية: Love Valley, North Carolina)‏ هي بلدة أمريكية تقع في الولايات المتحدة في مقاطعة آيرديل، كارولاينا الشمالية. يقدر عدد سكانها بـ 90 نسمة ومساحتها 0.5 كم2 وترتفع عن سطح البحر 355 متر.